# Bill Dundee
William Crookshanks, noto con lo pseudonimo Bill Dundee, detto Bill (Kirriemuir, 24 ottobre 1943), è un ex wrestler scozzese.
Noto principalmente per la sua militanza nella National Wrestling Alliance, federazione nella quale vinse molti titoli.

## Carriera

### Inizio e American Wrestling Association (1974-1985)
Dundee nacque a Kirriemuir, in Scozia e si trasferì a Melbourne in giovane età. A 16 anni, lavorò come trapezista e iniziò la carriera nel wrestling nel 1962, giungendo negli Stati Uniti solo nel 1974 con il ring name di "Superstar" Bill Dundee. Lottò per il circuito di Memphis, dove ebbe dei feud importanti con Jerry Lawler e Jimmy Valiant. Dopo aver messo da parte i rancori con Lawler, i due si allearono e vinsero anche gli AWA World Tag Team Championship per ben due volte.
Come lottatore da singolo, ottenne diverse volte il Southern Heavyweight Title dal 1975 al 1985 e vinse anche qualche titolo di coppia con Buddy Landel.

### Jim Crockett Promotions, WCW e semi-ritiro (1986-2019)
Dundee ebbe anche uno stint nella Jim Crockett Promotion ed ebbe un feud con Sam Houston per l'NWA Central States Heavyweight Championship. Fece anche parte per un breve periodo della World Championship Wrestling, come manager di William Regal.
Il 20 luglio 2019, Dundee, all'età di 75 anni d'età, sconfisse Tony Deppen conquistando il WOMBAT Television Championship nella Game Changer Wrestling di Tullahoma, Tennessee. Si ritirò poco tempo dopo.

## Vita privata
Dundee lavora attualmente come booker nella zona di Memphis e del Tennessee. Inoltre lavora anche per la MMA.
Dundee ha un figlio, Jamie Dundee, anch'egli wrestler e sua figlia, ha sposato il wrestler Bobby Eaton e, dalla loro unione, è nato Dylan Eaton, che combatte anche lui.

## Personaggio
Mossa finale
- Bombs-Away (Seated senton)

Manager
- Jimmy Hart
- Ronald Gosset
- Tessa
- "Slick" Rick Joyner

Soprannome
- "Superstar"

## Titoli e riconoscimenti
American Wrestling Federation
- AWF Heavyweight Championship (1)

NWA Central States Wrestling
- NWA Central States Heavyweight Championship (1)

Mid-South Wrestling Association
- Mid-South Television Championship (1)

NWA Mid-America / Continental Wrestling Association / Championship Wrestling Association
- AWA Southern Heavyweight Championship (9)
- AWA Southern Tag Team Championship (14 - 1 con Norvell Austin - 1 con Robert Gibson - 4 con Jerry Lawler - 1 con Robert Fuller - 2 con Tommy Rich - 2 con Dream Machine - 2 con Steve Keirn - 1 con Dutch Mantel)
- AWA World Tag Team Championship (2 - con Jerry Lawler)
- CWA International Heavyweight Championship (4)
- CWA International Tag Team Championship (1 - con Rocky Johnson)
- CWA Southwestern Heavyweight Championship (1)
- CWA World Heavyweight Championship (1)
- CWA World Tag Team Championship (1 - con Tommy Rich)
- NWA Mid-America Heavyweight Championship (1)
- NWA Mid-America Tag Team Championship (1 - con Ricky Gibson)
- NWA Southern Heavyweight Championship (Memphis version) (1)
- NWA Southern Tag Team Championship (Mid-America version) (3 - 2 con Big Bad John - 1 con Tommy Rich)
- NWA United States Junior Heavyweight Championship (2)

Power Pro Wrestling
- PPW Tag Team Championship (1 - con Jerry Lawler)

Southeastern Championship Wrestling
- NWA Southeastern Tag Team Championship (1 - con Tommy Rich)
- NWA United States Junior Heavyweight Championship (Southeastern version) (1)

United States Wrestling Association
- USWA Heavyweight Championship (1)
- USWA Junior Heavyweight Championship (2)
- USWA Southern Heavyweight Championship (3)
- USWA Texas Heavyweight Championship (3)
- USWA World Tag Team Championship (3 - 2 con Jerry Lawler - 1 con Jamie Cruickshanks)

WOMBAT Wrestling
- WOMBAT Television Championship (1)

World Class Wrestling Association
- CWA Southwestern Heavyweight Championship (2)

Ohio Valley Wrestling
- OVW Heavyweight Championship (1)

Pro Wrestling Illustrated
- 56º nella classifica dei 100 migliori Tag Teams insieme a Jerry Lawler su PWI 500 (2003)
- 192º tra i 500 migliori wrestler singoli nella "PWI Years" (2003)